# Roger Adam
Les Établissements aéronautiques Roger Adam commercialisent en France entre 1948 et 1955 des dossiers de construction d'avions destinés à la construction amateur dessinés par Roger Adam, (ces dossiers numérisés et déposés aux archives nationales par l'entremise de Christian Ravel, conservateur du Musée de l'aviation légère d'Angers, sont disponibles gratuitement pour tout constructeur amateur, désireux de faire revivre  un RA 14).
Seul le RA-14 Loisirs a connu un réel succès. Une quarantaine ont été construits en France et les plans ont été vendus en 1957 à la Maranda Aircraft Company au Canada qui les distribue en Amérique du Nord ou une trentaine de RA14BM1 sont construits.
Une dizaine d'exemplaires volent toujours en 2007.

## Listes des modèles
- Adam RA-10 : 1 seul prototype [F-PBGH]
- Adam RA-14 Loisirs : Biplace de tourisme, monoplan à aile haute contreventée. Premier vol le 6 mars 1946, 31 exemplaires construits au moins, dont 1 RA-14A et 1 RA-14S.
- Adam RA-15 Major : Biplace de tourisme, monoplan à aile haute dérivé du RA-14, moteur Régnier 4D3 de 70 ch. 2 RA-15 et 2 RA-15/1 construits, un cinquième Major étant modifié en Adam RA-17.
- Adam RA-17 : Le RA-15/1 02 [F-PFKD] modifié en RA-17 01.
- Adam RA-105 : 1 seul prototype [F-BBGF]